# التعليم من أجل التوظيف
التعليم من أجل التوظيف (بالإنجليزية: Education for employment)‏ وتُختصر EFE هي مؤسسة غير ربحية تُعنى بتدريب الشباب وتوظيف الباحثين عن عمل. يقع مقر المؤسسة في واشنطن العاصمة ولها فروع في فلسطين، ومصر، والأردن، والإمارات العربية المتحدة، والسعودية، واليمن، والمغرب وتونس.

## وصلات خارجية
- موقع المؤسسة العالمي
- موقع المؤسسة - فرع فلسطين